# Place Amédée-Gordini
La place Amédée-Gordini est une voie située dans le quartier Saint-Lambert dans le 15e arrondissement de Paris.

## Situation et accès
La place Amédée-Gordini est desservie à proximité par la ligne 12 à la station Porte de Versailles.

## Origine du nom
Cette place porte le nom du constructeur italien d'automobiles Amédée Gordini (1899-1979) en raison des ateliers Gordini, situés boulevard Victor, dans lesquels il pensait ses prototypes.

## Historique
La place prend son nom actuel en 1999.